# Oyam (district)
Pour les articles homonymes, voir Oyam.
Le district d'Oyam est un district du nord de l'Ouganda. Sa capitale est Oyam.

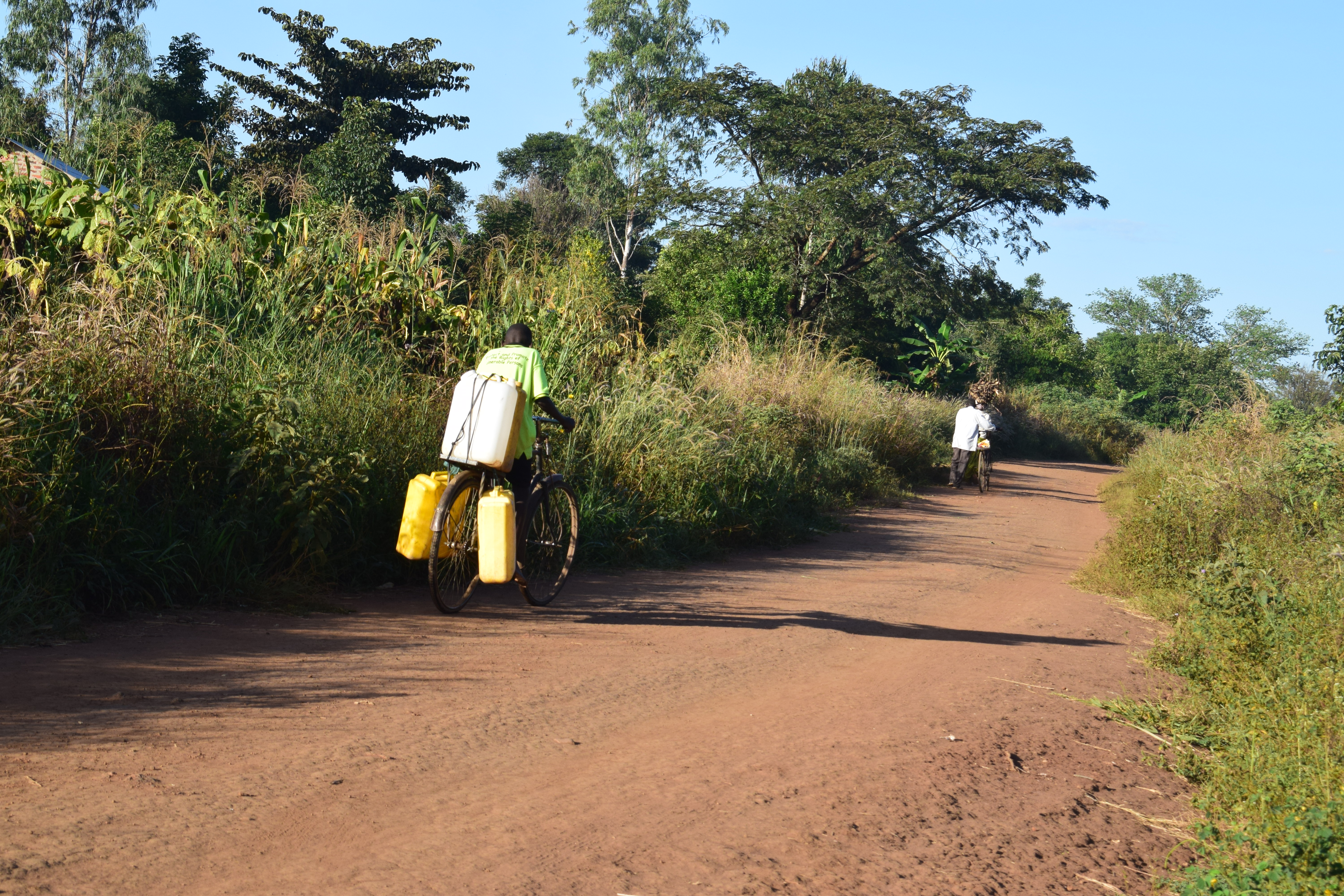
Cyclistes sur une route du district d'Oyam (2020).

## Histoire
Ce district a été créé en 2006 par séparation de celui d'Apac.